# Kai Havertz
Kai Lukas Havertz (Aquisgrán, Renania del Norte-Westfalia, 11 de junio de 1999) es un futbolista alemán que juega de centrocampista en el Arsenal F. C. de la Premier League de Inglaterra.

## Datos personales
Creció en Alsdorf-Mariadorf. Después de la escuela primaria, estudió en el Heilig-Geist-Gymnasium de Würselen antes de trasladarse a Leverkusen (después de su ascenso a la sub-17 (o U17) del Bayer 04 Leverkusen), donde primero vivió con Klaus Schenkmann (presidente del estadio de Bayer 04 Leverkusen) y más tarde se trasladó a su propio apartamento. Como jugador del Bayer 04 Leverkusen, asistió al Lucas-Landrat-Gymnasium, donde se graduó en 2017. Esta escuela secundaria es conocida como la Eliteschule des Sports y la Eliteschule des Fußballs.
Richard Weidenhaupt-Pelzer, abuelo de Kai Havertz por parte de su madre, también era un futbolista activo y había ocupado el cargo de presidente del Alemannia Mariadorf, donde el propio Kai dio sus primeros pasos como futbolista. Los clubes favoritos de Kai Havertz durante su infancia y juventud fueron el Alemannia Aachen y el Futbol Club Barcelona.

## Trayectoria

### Comienzos en el Bayer Leverkusen

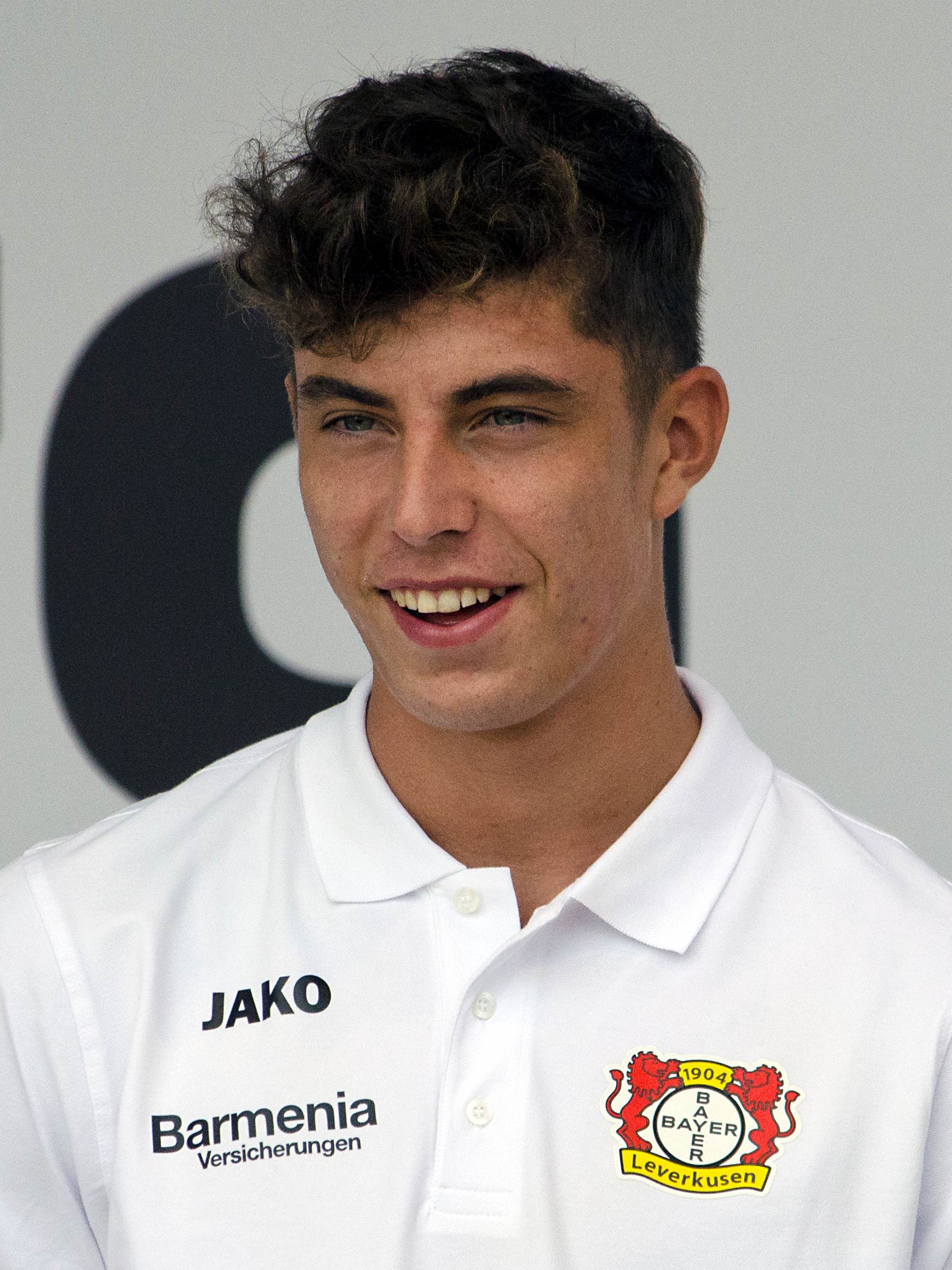
Havertz con el Bayer Leverkusen en 2018.

Havertz comenzó a jugar al fútbol en el S. V. Alemannia Mariadorf, club de su región natal. Más tarde, se unió a las categorías inferiores del Alemannia Aachen, donde llamó la atención de varios clubes de primera división gracias a sus actuaciones. En 2010 fue fichado por el Bayer Leverkusen, en el que culminó las divisiones infantiles y comenzó las juveniles. El 14 de junio de 2014, cuando recién había cumplido los quince años, realizó su debut con el equipo sub-17 en un partido ante el B. V. 04 Düsseldorf que finalizó 7:1 a su favor. Esa temporada, su equipo acabó el cuarto lugar en la tabla de posiciones de la liga.
La temporada 2014-15 de Bundesliga sub-17 la comenzó siendo considerado desde la primera jornada. El 22 de noviembre anotó su primer gol con las juveniles, en un partido contra T. S. C. Euskirchen que finalizó con marcador 6:0. La siguiente fecha, le marcó un doblete al Viktoria Colonia en un encuentro que acabó nuevamente 6:0. Havertz jugó veintitrés partidos y anotó siete goles a lo largo de la temporada, en la que su equipo quedó en la segunda posición en la liga, por detrás del Borussia Dortmund.
La temporada 2015-16 la disputó con el equipo sub-17 por tercera ocasión consecutiva; jugó veintiséis partidos y marcó dieciocho goles en una campaña en la que el Bayer Leverkusen consiguió nuevamente la segunda posición la Bundesliga pero no logró clasificar a las finales nacionales. En la semifinal del torneo, se enfrentaron al VfL Wolfsburgo el 8 de junio de 2016; Havertz jugó todo el partido de ida y el encuentro acabó empatado a dos goles. En la vuelta, fue titular nuevamente y su equipo se impuso 3:2, por lo que accedieron a la final por marcador global.
El partido por el título fue contra Borussia Dortmund en el Stadion Rote Erde ante más de seis mil espectadores. Si bien en la temporada regular habían perdido los dos enfrentamientos que tuvieron con el Dortmund, en esta ocasión Havertz abrió el marcador al minuto 59 y ya en tiempo cumplido su compañero Jakub Bednarczyk sentenció el partido y ganaron 2:0. Ese año, fue galardonado con la Medalla Fritz Walter de plata al mejor futbolista menor de diecisiete años.

#### Ascenso al primer equipo
En la temporada 2016-17, el entrenador del Leverkusen, Roger Schmidt, decidió ascender a Havertz al primer equipo, con la idea de darle experiencia en la máxima categoría y, paralelamente, terminar su formación en la sub-19 del club. Realizó su debut profesional el 15 de julio de 2016, en un partido amistoso de pretemporada ante el S. C. Verl que acabó empatado a un gol. Havertz disputó dicho encuentro a los diecisiete años y treinta y cuatro días. Posteriormente, también estuvo presente en los amistosos contra el Delbrücker S. C., el TuS Coblenza y el F. C. Porto. Después de esto, se enfocó en su participación con el equipo sub-19, con el que debutó en la Bundesliga el 14 de agosto, en una goleada por 3:0 frente al F. C. Colonia por la primera jornada. En la tercera fecha, marcó su primer tanto en esa categoría.
El 10 de septiembre, el entrenador Schmidt lo citó por primera vez para jugar un partido oficial, por la segunda fecha de la Bundesliga ante el Hamburgo S. V. que ganaron por 3:1; no obstante, Havertz no disputó ni un minuto del encuentro. Fue convocado nuevamente en la sexta jornada, en la que su equipo venció 2:0 al Borussia Dortmund en un partido en el que de nuevo no tuvo minutos. Su debut oficial se produjo el 15 de octubre en una derrota por 2:1 ante el Werder Bremen en la que sustituyó a Charles Aránguiz al minuto 83. Contaba con diecisiete años y 126 días al momento del mismo, por lo que se convirtió en el futbolista más joven del Leverkusen en debutar en la Bundesliga.
Su siguiente partido fue en la segunda ronda de la Copa de Alemania, donde su equipo se midió ante el Sportfreunde Lotte. El partido acabó empatado a un gol en los noventa minutos, por lo que se jugó el alargue, en el que ambos equipos convirtieron, por lo que finalizaron 2:2 y fueron a tanda de penales. Havertz jugó los últimos diecinueve minutos del partido y acertó su disparo en la definición, y finalmente su equipo accedió a la siguiente ronda tras superar a su rival por 4:3.
El 2 de noviembre realizó su debut internacional con el club, jugó los minutos finales del encuentro de visitante contra el Tottenham Hotspur por la fase de grupos de la Liga de Campeones de la UEFA; su equipo ganó el encuentro por 1:0. Tres días después, comenzó un partido de titular por primera vez en la décima fecha de la liga; disputó los noventa minutos de la victoria por 3:2 frente al S. V. Darmstadt 98. La semana siguiente, debido a la fecha FIFA, jugó de titular un encuentro amistoso contra el Fortuna Colonia en el que anotó el gol de la victoria. El 26 de noviembre, en su segunda actuación de titular, su equipo fue derrotado 2:1 por el Bayern Múnich en el Allianz Arena.

### Etapa en Inglaterra
El 4 de septiembre de 2020 se hizo oficial su fichaje por el Chelsea F. C. para las siguientes cinco temporadas. El 23 de septiembre, 19 días después de su fichaje, firmó su primer hat-trick en un partido de Copa de la Liga frente al Barnsley F. C. Su primera temporada en Inglaterra terminó con la victoria en la final de la Liga de Campeones de la UEFA marcando el único tanto del encuentro. En la siguiente campaña también fue clave para darle al club su primer Mundial de Clubes, ya que en los últimos minutos de la prórroga de la final anotó el penalti que supuso la conquista del trofeo. En junio de 2023 fichó por el Arsenal.

## Selección nacional
Con la selección alemana, Havertz disputó el Campeonato de Europa Sub-17 de la UEFA 2016, en el que el 18 de mayo los alemanes fueron eliminados en la semifinales por España. Con la sub-19, el 4 de octubre le marcó cuatro goles a Bielorrusia en un partido por la clasificación para el Campeonato de Europa Sub-19 de la UEFA 2018. En agosto de 2018, el entrenador de la selección absoluta, Joachim Löw, lo convocó para el partido contra Francia por la Liga de Naciones de la UEFA. Si bien no jugó el encuentro ante los franceses, que acabó empatado sin goles, sí disputó el 9 de septiembre el amistoso contra Perú, que marcó su debut con el seleccionado absoluto.
En 2021 disputó la Eurocopa 2020. Hizo uno de los tantos del triunfo germano ante Portugal en la fase de grupos, convirtiéndose de este modo en el alemán más joven en marcar gol en una Eurocopa.

### Participaciones en Copas del Mundo
| Mundial           | Sede  | Resultado    | Partidos | Goles |
| ----------------- | ----- | ------------ | -------- | ----- |
| Copa Mundial 2022 | Catar | Primera fase | 2        | 2     |

### Participaciones en Eurocopas
| Torneo                  | Sede       | Resultado        | Partidos | Goles |
| ----------------------- | ---------- | ---------------- | -------- | ----- |
| Eurocopa Sub-17 de 2016 | Azerbaiyán | Semifinales      | 5        | 1     |
| Eurocopa 2020           | Europa     | Octavos de final | 4        | 2     |
| Eurocopa 2024           | Alemania   | Cuartos de final | 5        | 2     |

### Goles como internacional
| #   | Fecha                    | Lugar                                           | Rival                | Gol | Resultado | Competición                         |
| --- | ------------------------ | ----------------------------------------------- | -------------------- | --- | --------- | ----------------------------------- |
| 1.  | 9 de octubre de 2019     | Signal Iduna Park, Dortmund, Alemania           | Argentina            | 2-0 | 2-2       | Amistoso                            |
| 2.  | 13 de octubre de 2020    | Rhein Energie, Renania, Alemania                | Suiza                | 2-2 | 3-3       | Liga de Naciones de la UEFA 2020-21 |
| 3.  | 25 de marzo de 2021      | MSV-Arena, Duisburgo, Alemania                  | Israel               | 2-0 | 3-0       | Clasificación para Catar 2022       |
| 4.  | 19 de junio de 2021      | Allianz Arena, Múnich, Alemania                 | Portugal             | 1-3 | 2-4       | Eurocopa 2020                       |
| 5.  | 23 de junio de 2021      | Allianz Arena, Múnich, Alemania                 | Hungría              | 1-1 | 2-2       | Eurocopa 2020                       |
| 6.  | 11 de octubre de 2021    | Toše Proeski Arena, Skopie, Macedonia del Norte | Macedonia del Norte  | 0-1 | 0-4       | Clasificación para Catar 2022       |
| 7.  | 14 de noviembre de 2021  | Hanrapetakan, Ereván, Armenia                   | Armenia              | 0-1 | 1-4       | Clasificación para Catar 2022       |
| 8.  | 26 de marzo de 2022      | Rhein-Neckar-Arena, Sinsheim, Alemania          | Israel               | 1-0 | 2-0       | Amistoso                            |
| 9.  | 26 de septiembre de 2022 | Wembley, Londres, Inglaterra                    | Inglaterra           | 0-2 | 3-3       | Liga de Naciones de la UEFA 2022-23 |
| 10. | 26 de septiembre de 2022 | Wembley, Londres, Inglaterra                    | Inglaterra           | 3-3 | 3-3       | Liga de Naciones de la UEFA 2022-23 |
| 11. | 1 de diciembre de 2022   | Estadio Al Bayt, Jor, Catar                     | Costa Rica           | 2-2 | 2-4       | Copa Mundial 2022                   |
| 12. | 1 de diciembre de 2022   | Estadio Al Bayt, Jor, Catar                     | Costa Rica           | 2-3 | 2-4       | Copa Mundial 2022                   |
| 13. | 12 de junio de 2023      | Weserstadion, Bremen, Alemania                  | Ucrania              | 2-3 | 3-3       | Amistoso                            |
| 14. | 18 de noviembre de 2023  | Olympiastadion, Berlín, Alemania                | Turquía              | 1-0 | 2-3       | Amistoso                            |
| 15. | 23 de marzo de 2024      | Parc Olympique Lyonnais, Lyon, Francia          | Francia              | 0-2 | 0-2       | Amistoso                            |
| 16. | 7 de junio de 2024       | Borussia Park, Mönchengladbach, Alemania        | Grecia               | 1-1 | 2-1       | Amistoso                            |
| 17. | 14 de junio de 2024      | Allianz Arena, Múnich, Alemania                 | Escocia              | 3-0 | 5-1       | Eurocopa 2024                       |
| 18. | 29 de junio de 2024      | Signal Iduna Park, Dortmund, Alemania           | Dinamarca            | 1-0 | 2-0       | Eurocopa 2024                       |
| 19. | 7 de septiembre de 2024  | Merkur Spiel-Arena, Düsseldorf, Alemania        | Hungría              | 5-0 | 5-0       | Liga de Naciones de la UEFA 2024-25 |
| 20. | 16 de noviembre de 2024  | Europa-Park Stadion, Friburgo, Alemania         | Bosnia y Herzegovina | 3-0 | 7-0       | Liga de Naciones de la UEFA 2024-25 |

## Estadísticas

### Clubes
Actualizado al último partido disputado el 17 de agosto de 2025.
| Club                           | Div.          | Temporada     | Liga  | Liga  | Liga   | Copas nacionales | Copas nacionales | Copas nacionales | Copas internacionales | Copas internacionales | Copas internacionales | Total | Total | Total  |
| Club                           | Div.          | Temporada     | Part. | Goles | Asist. | Part.            | Goles            | Asist.           | Part.                 | Goles                 | Asist.                | Part. | Goles | Asist. |
| ------------------------------ | ------------- | ------------- | ----- | ----- | ------ | ---------------- | ---------------- | ---------------- | --------------------- | --------------------- | --------------------- | ----- | ----- | ------ |
| Bayer 04 Leverkusen · Alemania | 1.ª           | 2016-17       | 24    | 4     | 5      | 1                | 0                | 0                | 3                     | 0                     | 0                     | 28    | 4     | 5      |
| Bayer 04 Leverkusen · Alemania | 1.ª           | 2017-18       | 30    | 3     | 8      | 5                | 1                | 0                | 0                     | 0                     | 0                     | 35    | 4     | 8      |
| Bayer 04 Leverkusen · Alemania | 1.ª           | 2018-19       | 34    | 17    | 3      | 2                | 0                | 0                | 6                     | 3                     | 3                     | 42    | 20    | 6      |
| Bayer 04 Leverkusen · Alemania | 1.ª           | 2019-20       | 30    | 12    | 6      | 5                | 2                | 1                | 10                    | 4                     | 2                     | 45    | 18    | 9      |
| Bayer 04 Leverkusen · Alemania | Total club    | Total club    | 118   | 36    | 22     | 13               | 3                | 1                | 19                    | 7                     | 5                     | 150   | 46    | 28     |
| Chelsea F. C. Inglaterra       | 1.ª           | 2020-21       | 27    | 4     | 3      | 6                | 4                | 1                | 12                    | 1                     | 2                     | 45    | 9     | 6      |
| Chelsea F. C. Inglaterra       | 1.ª           | 2021-22       | 29    | 8     | 3      | 6                | 2                | 0                | 12                    | 4                     | 1                     | 47    | 14    | 4      |
| Chelsea F. C. Inglaterra       | 1.ª           | 2022-23       | 35    | 7     | 1      | 2                | 0                | 0                | 10                    | 2                     | 0                     | 47    | 9     | 1      |
| Chelsea F. C. Inglaterra       | Total club    | Total club    | 91    | 19    | 7      | 14               | 6                | 1                | 34                    | 7                     | 3                     | 139   | 32    | 11     |
| Arsenal F. C. Inglaterra       | 1.ª           | 2023-24       | 37    | 13    | 7      | 4                | 0                | 0                | 10                    | 1                     | 0                     | 51    | 14    | 7      |
| Arsenal F. C. Inglaterra       | 1.ª           | 2024-25       | 23    | 9     | 3      | 5                | 2                | 0                | 8                     | 4                     | 1                     | 36    | 15    | 4      |
| Arsenal F. C. Inglaterra       | 1.ª           | 2025-26       | 1     | 0     | 0      | 0                | 0                | 0                | 0                     | 0                     | 0                     | 1     | 0     | 0      |
| Arsenal F. C. Inglaterra       | Total club    | Total club    | 61    | 22    | 10     | 9                | 2                | 0                | 18                    | 5                     | 1                     | 88    | 29    | 11     |
| Total carrera                  | Total carrera | Total carrera | 270   | 77    | 39     | 36               | 11               | 2                | 71                    | 19                    | 9                     | 377   | 107   | 50     |
| 1. 2.                          |               |               |       |       |        |                  |                  |                  |                       |                       |                       |       |       |        |

### Selección nacional
La siguiente tabla detalla los encuentros disputados y los goles marcados por Havertz con la selección alemana.
| Sub-16 · Alemania | 2014  | 2  | 0 | 0  | -  | -  | - | - | - | -  | 2  | 0  | 0  |
| Sub-16 · Alemania | 2015  | 4  | 0 | 0  | -  | -  | - | - | - | -  | 4  | 0  | 0  |
| Sub-16 · Alemania | Total | 6  | 0 | 0  | 0  | 0  | 0 | 0 | 0 | 0  | 6  | 0  | 0  |
| Sub-17 · Alemania | 2015  | 5  | 1 | 0  | -  | -  | - | - | - | -  | 5  | 1  | 0  |
| Sub-17 · Alemania | 2016  | 3  | 0 | 0  | 3  | 0  | 0 | 5 | 1 | 1  | 11 | 1  | 1  |
| Sub-17 · Alemania | Total | 8  | 1 | 0  | 3  | 0  | 0 | 5 | 1 | 1  | 16 | 2  | 1  |
| Sub-19 · Alemania | 2017  | 2  | 1 | 0  | 3  | 5  | 1 | - | - | -  | 5  | 6  | 1  |
| Sub-19 · Alemania | 2018  | 0  | 0 | 0  | 3  | 1  | 2 | - | - | -  | 3  | 1  | 2  |
| Sub-19 · Alemania | Total | 2  | 1 | 0  | 6  | 6  | 3 | 0 | 0 | 0  | 8  | 7  | 3  |
| Absoluta · Alemania | 2018  | 2  | 0 | 1  | 0  | 0  | 0 | - | - | -  | 2  | 0  | 1  |
| Absoluta · Alemania | 2019  | 2  | 1 | 0  | 3  | 0  | 2 | - | - | -  | 5  | 1  | 2  |
| Absoluta · Alemania | 2020  | 1  | 0 | 2  | 2  | 1  | 1 | - | - | -  | 3  | 1  | 3  |
| Absoluta · Alemania | 2021  | 1  | 0 | 2  | 8  | 3  | 2 | 4 | 2 | 0  | 13 | 5  | 4  |
| Absoluta · Alemania | 2022  | 2  | 1 | 0  | 5  | 2  |   |   |   |    |    |    |    |
| Absoluta · Alemania | 7     | 3  | 0 |    |    |    |   |   |   |    |    |    |    |
| Total | 8     | 2  | 5 | 18 | 6  | 5  | 4 | 2 | 0 | 30 | 10 | 10 |    |
| Total | Total | 24 | 4 | 5  | 27 | 12 | 8 | 9 | 3 | 1  | 60 | 19 | 14 |
| (1) Incluye datos de clasificación europea y mundialista y Liga de Naciones de la UEFA. (2) Incluye datos del Campeonato de Europa Sub-17 de la UEFA. |       |    |   |    |    |    |   |   |   |    |    |    |    |

### Resumen estadístico
| Competición           | Partidos | Goles | Asistencias |
| --------------------- | -------- | ----- | ----------- |
| Primera división      | 269      | 77    | 39          |
| Copas nacionales      | 36       | 11    | 2           |
| Copas internacionales | 71       | 19    | 9           |
| Selección de Alemania | 55       | 20    | 10          |
| Total                 | 431      | 127   | 60          |

## Palmarés

### Títulos nacionales
| Título           | Club          | País       | Año  |
| ---------------- | ------------- | ---------- | ---- |
| Community Shield | Arsenal F. C. | Inglaterra | 2023 |

### Títulos internacionales
| Título                            | Club          | Sede    | Año  |
| --------------------------------- | ------------- | ------- | ---- |
| Liga de Campeones de la UEFA      | Chelsea F. C. | Oporto  | 2021 |
| Supercopa de la UEFA              | Chelsea F. C. | Belfast | 2021 |
| Copa Mundial de Clubes de la FIFA | Chelsea F. C. | EAU     | 2021 |

### Distinciones individuales
| Distinción                                                          | Año  |
| ------------------------------------------------------------------- | ---- |
| Medalla Fritz Walter de Plata al mejor futbolista menor de 17 años. | 2016 |
| Medalla Fritz Walter de Oro al mejor futbolista menor de 19 años.   | 2018 |